# Slick
Slick – miasto w Stanach Zjednoczonych, w stanie Oklahoma, w hrabstwie Creek.